# Edafosaure
Els edafosaures (Edaphosaurus) són un gènere extint de sinàpsids de la família dels edafosàurids que visqueren a Europa i Nord-amèrica des del Carbonífer superior fins al Permià inferior, fa entre 272,3 i 303,4 milions d'anys. Se n'han trobat restes fòssils a Alemanya i els estats estatunidencs de Nou Mèxic, Oklahoma, Texas, Utah i Virgínia de l'Oest. El seu caràcter més vistós és la cresta d'apòfisis neurals que portaven a l'esquena, formada per una vintena llarga d'apòfisis neurals corbes que podien arribar a fer més de 60 cm. El crani, relativament petit, era apte per a l'herbivorisme, amb les dents amb forma de clavilla, una munió de dents palatines i tot un seguit d'adaptacions mandibulars.
És un dels candidats a ser el primer herbívor terrestre de grans dimensions, amb 3 m de longitud i 1,5 d'alçada. És un parent proper del dimetrodont, tot i no pertànyer a la mateixa família.
El nom genèric Edaphosaurus deriva dels mots grecs ἔδαφος (édafos), que en aquest context significa ‘paviment’, i σαῦρος (sauros), que significa ‘llangardaix’, i en el seu conjunt vol dir ‘rèptil de paviment’. Es refereix a l'entatxonament de les dents d'aquest animal, tant al maxil·lar inferior com al superior.